# Smith & Wesson Модель 60
Револьвер Smith & Wesson Модель 60 — п'ятизарядний револьвер під набої .38 Special або .357 Magnum. Це був перший револьвер який випустили з неіржавної сталі.

## Конструкція
Модель 60 мала відкидний барабан та подовжений курок. Його випускали з 1965. Він став першим револьвером який цілком випускали з неіржавної сталі. Попит на моделі з неіржавної сталі був настільки високим, що в збройних магазинах складалися списки на придбання цих револьверів на шість місяців вперед. Модель 60 мала ствол довжиною 1.875 дюйми і випускався лише під набій .38 Special. В 1996 році було представлено міцнішу рамку J-Magnum, а барабан було подовжено для використання набою .357 Magnum, (а також .38 Special). Нова версія замінила револьвер, який стріляв лише набоями .38 Special і мав стволи довжиною 2.125" або 3", а в 2005 році було представлено ствол довжиною 5".

## Система прицілювання
Старі версії револьвера Модель 60 випускали лише з фіксованими прицілами; сучасні версії випускають з регульованим прицілом (3" та 5") та фіксованою мушкою (1.875" та 2.125"). Незважаючи на зменшення ефективної дальності стрільби через короткий ствол, версію револьвера з довжиною стволу в 2 дюйми полюбляють для прихованого носіння правоохоронці та цивільні.

## Модель 60 Зміни в технологічному процесі і виробництві
Під час виробництва револьвера Модель 60 відбулися наступні зміни в технологічному процесі та виробництві:
- 60 - поява в 1965 році
- 60-1 (1972) 3 дюймовий з квадратним торцем
- 60-2 (1987) подвійної дії поліція Нью-Йорку
- 60-3 (1988) Система нового кріплення скоби
- 60-4 (1990) 3 дюймовий підствольний кожух
- 60-5 (1990) подвійної дії поліція Нью-Йорку  з новим кріпленням скоби
- 60-6 (1989) версія Ladysmith
- 60-7 (1990) мушка шириною 1/8 дюйму, нова термообробка
- 60-8 (1990) такий самий як і 60-7 для NYPD
- 60-9 (1996) заміна на рамку J magnum
- 60-10 (1996) цільовий варіант на рамці J magnum
- 60-11 (1996) Нова конструкція рамки під набій 38 Special
- 60-12 (1996) нова короткоствольна рамка
- 60-13 (1996) цільова версія, така сама як і 60-12
- 60-14 (2001) Ladysmith з внутрішнім замком (Один 60-14 мав ствол довжиною 2.125 дюйми під набій .357 Magnum)
- 60-15 (2001) цільова версія, внутрішній замок 357 mag
- 60-16 (2001) внутрішній замок 38 Special 2 дюйми
- 60-17 (2001) цільовий, внутрішній замок 38 Special 3 дюйми
- 60-18 (2005) цільовий, внутрішній замок 357 Mag 5 дюймів

## Варіанти
- S&W Model 60 Chief's Special: .38 Special, рамка J, 5-зарядний барабан[4]
- Smith & Wesson Ladysmith: .38 Special, 357 mag (60-14), рамка J, 5-зарядний барабан; відомий як Chief's Special LadySmith[4]